# توليف إبداعي
تم ذكر مبدأ التوليف الإبداعي لأول مرة بواسطة فيلهلم فونت في عام 1862. أراد تحديد العناصر المختلفة للوعي ومعرفة القوانين التي تحكم اتصالات هذه العناصر المختلفة. بدأ الأمر بحقيقة أن الألوان واللمسات والكلام لم يُنظر إليها على أنها فك رموز المنبهات أو استقبال وتخزين الأشياء التي يتم تلقيها في الدماغ من العالم الخارجي. اعتقد فونت أن هذه العوامل بدلاً من ذلك تُرى على أنها ردود أفعال ذاتية للدماغ للمنبهات الخارجية التي تدخل أنظمتنا الحسية. هذا هو مفهوم التوليف الإبداعي.